# José Rodríguez Carballo
Mons. José Rodríguez Carballo (11. srpna 1953, Lodoselo) je španělský římskokatolický kněz, arcibiskup koadjutor arcidiecéze Mérida-Badajoz a člen Řádu menších bratří.

## Život
Narodil se 11. srpna 1953 v Lodoselu. Roku 1964 vstoupil v Zamoře do semináře minor františkánské provincie Santiago de Compostela. Dalšího roku studoval v semináři Herbón. V konventu Ponteareas dokončil noviciát a 9. srpna 1971 složil své dočasné sliby.
Roku 1973 se přestěhoval do Jeruzaléma, kde pokračoval ve svých teologických studiích a po třech letech získal bakalářský titul. Dne 8. prosince 1976 složil v Bazilice Zvěstování Panny Marie v Nazaretu své věčné sliby. Na kněze byl vysvěcen 28. června 1977 v kostele San Salvatore v Jeruzalémě.
Na začátku roku 1976 navštěvoval Studium Biblicum Franciscanum v Jeruzalémě, kde roku 1978 získal titul z biblické teologie. Roku 1981 se zapsal na Papežský biblický institut kde získal titul ze Svatého písma.
Poté se vrátil zpět do provincie Santiago de Compostela, kde byl mistrem postulantů a pokladníkem. Roku 1989 se stal rektorem strážcem konventu Svatého Františka v Santiago de Compostela a mistrem bratrů dočasné profese (ti kteří zatím složily jen dočasné sliby). Byl profesorem Svatého písma v diecézním semináři ve Vigu a v Centru teologických studií v Santiago de Compostela učil teologii zasvěceného života.
Roku 1992 byl zvolen provinciálem Santiago de Compostela. V letech 1993 až 1997 byl také předsedou Unie Evropských františkánských provinčních. Dne 5. června 2003 byl zvolen generálním ministrem Řádu menších bratří, a tj. 119 nástupce Svatého Františka z Assisi a 4. června 2009 byl znovu zvolen na dobu dalších šesti let.
Dne 6. dubna 2013 jej papež František ustanovil sekretářem Kongregace pro společnosti zasvěceného života a společnosti apoštolského života a titulárním arcibiskupem z Belcastra. Biskupské svěcení přijal 18. května 2013 z rukou kardinála Tarcisia Bertoneho a spolusvětiteli byli kardinál Carlos Amigo Vallejo a arcibiskup Julián Barrio Barrio.
Dne 14. září 2023 byl ustanoven arcibiskupem-koadjutorem arcidiecéze Mérida-Badajoz.